# Mercè Pons i Veiga
Mercè Pons i Veiga (Arbúcies, Selva, 4 de juny de 1966) és una actriu catalana de teatre, doblatge, cinema i televisió.
En teatre ha participat en obres com Una luna para los desdichados d'Eugene O'Neill; Un marit ideal d'Oscar Wilde, El rei Lear de Shakespeare; La plaça del Diamant de Mercè Rodoreda; La gavina d'Anton Txékhov o L'hostal de la glòria de Josep Maria de Sagarra, entre moltes altres. En televisió, ha treballat en sèries com El cor de la ciutat, Ventdelplà, Abuela de verano, Compañeros o Dues dones divines. Al cinema, en Amor idiota de Ventura Pons, Iris de Rosa Vergès, La febre d'or de Gonzalo Herralde, o Rateta, rateta de Francesc Bellmunt. Ha fet altres intervencions en el món del doblatge, com el seu treball a Animals ferits el 2006.
Per la seva llarga trajectòria, ha rebut diversos premis.

## Filmografia
- Aquell 'rotllet' que es diu El Knack (1989)
- Rateta, rateta (1990)
- A Sorte cambia (1991)
- Nunca estás en casa (1991)
- Allò que tal vegada s'esdevingué (1992)
- Jo seré el teu gendre (1992)
- L'hostal de la Glòria (1992)
- La febre d'or (1993)
- Tot assajant Don Juan (1994)
- Bufons i reis (1994)
- Souvenir (1994)
- El beso perfecto (1994)
- La novia moderna (1995)
- Atolladero (1995)
- El perquè de tot plegat (1995)
- Puede ser divertido (1995)
- Atolladero (1995)
- El passatger clandestí (1995)
- Actrius (1997)
- Carícies (1998)
- Morir (o no) (2000)
- Km. 0 (2000)
- Valentín (2002)
- Iris (2004)
- Amor idiota (2004)
- Para que nadie olvide tu nombre (2006), de César Martínez Herrada.
- Animals ferits (2006), de Ventura Pons.
- L'Atlàntida (2005), de Belén Macías.
- Perquè ningú no oblidi el teu nom (2007)
- El monstre del pou (2007)
- Ens veiem demà (2009)
- A la deriva (2009)
- Els nens salvatges (2012)
- Darrera la porta (2015)
- La millor opció (2016)
- Miss Dalí (2018)
- La filla d'algú (2019)
- El metralla (2021)
- Un sol radiant (2023)

### Televisió
- Crònica negra (1989)
- L'alfabet (1989)
- Qui? (1990)
- Las chicas de hoy en día (1992)
- Quico, el progre (1992-1995)
- El perquè de tot plegat (1995)
- Turno de oficio: Diez años después (1996)
- Makinavaja (1997)
- El show de la Diana (1997)
- Blasco Ibañez (1997)
- Compañeros (1998-2000)
- Jet Lag (2004)
- Abuela de verano (2005)
- Ventdelplà, com a Eugènia Molist (2007)
- El cor de la ciutat, com a Patrícia Guerau (2008-2009)
- Zoo, com a Lola Vicent (2008)
- Dues dones divines (2011)
- Sé quién eres (2017)
- Cuéntame cómo pasó (2018)
- La mesías (2023)

I en el món del teatre:
- Panorama des del pont (2016), d'Arthur Miller, com a Beatrice i Wit de Margaret Edson

## Premis i reconeixements
- 1989 - Premi de la Crítica de Barcelona com a Actriu Revelació[3]
- 1992 - Premi de Cinematografia Ciutat de Barcelona

- 1997 - Premi El Ojo Crítico com a millor actriu de cin

- 1997 - Premi Butaca a la millor actriu catalana de cinema per la pel·lícula Actrius, junt amb Rosa Maria Sardà, Núria Espert i Anna Lizaran[4]